# 石橋秀野
石橋 秀野（いしばし ひでの、1909年2月19日 - 1947年9月26日）は、俳人。俳句評論家山本健吉の妻。

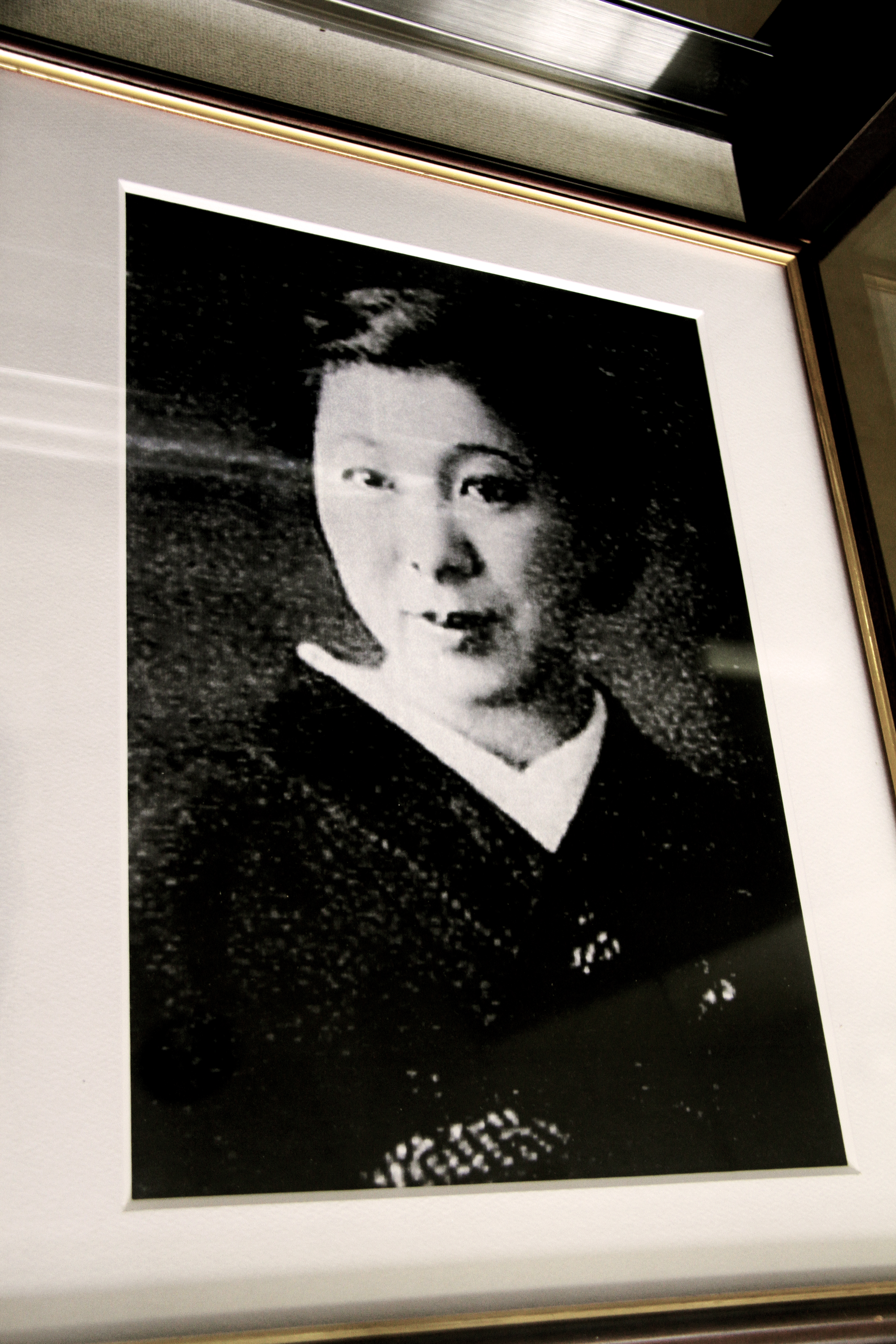
福岡県八女市、八女市立図書館2階にある山本健吉資料室に展示されている石橋秀野の写真。句の資料等もここに展示してある。

## 来歴・人物
明治42年（1909年）2月19日、奈良県に生まれる。旧姓藪。文化学院文学部（大学部本科）卒業。文化学院中学部の時、学監与謝野晶子に短歌を、高浜虚子に俳句を学ぶ。大学部では正課に俳句がなかった為、勝手に作って虚子に見てもらっていたという。昭和4年（1929年）、俳句評論家の山本健吉（本名石橋貞吉）と結婚、石橋姓となる。昭和13年（1938年）頃より、横光利一の十日会句会に参加、俳句を復活し、石田波郷、石塚友二らと相知るようになり「鶴」入会。後に「鶴」課題句の選者となり、「鶴」を代表する女流俳人として活躍する。
昭和20年（1945年）には夫の島根新聞社赴任に従い島根県に移住、松江、鳥取の「鶴」俳人達と句会を催した。昭和21年（1946年）7月には夫が京都日日新聞社論説委員となったため京都に転居。しかし戦時中の疎開生活中に病に侵され、昭和22年（1947年）9月26日、京都宇多野療養所にて38歳で死去。
約10年間の作品と随筆12編他による句文集『桜濃く』（1949年）は、追悼の意を込め刊行され第1回茅舎賞(1954年=第3回から「現代俳句協会賞」に名称変更）を受賞する。無量寿院（福岡県八女市本町）の「石橋氏累代之墓」に眠っている。

## 著書
- 『櫻濃く 句文集』創元社 1949
- 『定本 石橋秀野句文集』富士見書房 2000

### 評伝
- 西田もとつぐ『石橋秀野の世界』和泉書院「和泉選書」2002
- 山本安見子『石橋秀野の一〇〇句を読む　俳句と生涯』飯塚書店 2010。宇多喜代子監修

## 作品
- 曼珠沙華消えてしまひし野面かな
- 西日照りいのち無惨にありにけり
- 短夜の看護り給ふも縁（えにし）かな
- 蝉時雨子は担送車に追ひつけず[2]

## 石橋秀野と松江騒擾事件
石橋秀野は、松江騒擾事件が行われていた当時、島根県に住んでいた。石橋は、地裁判決に際し「師走某日、この日判決下りたる島根県庁焼打事件の被告たちの家族、徒歩にて刑務所に帰る被告を目送のため裁判所横の電柱の陰にたゝずめるに行きあひて 三句」として、次の3句を詠んだ。
- 編笠に須臾の冬日の燃えにけり
- 冷さの手錠にとざす腕かな
- 凍雲や甲斐なき言をうしろ影

こののち、石橋は1947年（昭和22年）に京都で死去した。これら3句は、石橋の死後1949年（昭和24年）に刊行された句文集『櫻濃く』に収録されている。「編笠」は、法廷で被告人がかぶせられていたものであり、また「須臾（しゅゆ）」とは、「束の間」といった意味である。